# Sonia Rykiel
Sonia Rykiel (París, 25 de mayo de 1930-París, 25 de agosto de 2016) fue una diseñadora francesa. Perteneciente al movimiento del prêt à porter que se popularizó en los años 1970 gracias a sus diseños pensados para mujeres que buscaban comodidad y libertad de movimiento. A lo largo de su trayectoria se convirtió en toda una institución en Francia.

## Biografía
Fue una diseñadora francesa de origen judío. Su madre era una ama de casa nacida en Rusia, mientras que su padre era un relojero nacido en Rumania. Nacida en Neuilly-sur-Seine, un suburbio de París el 25 de mayo de 1930, comenzó a trabajar como escaparatista en La Grande Maison de Blanc, unos almacenes de esta ciudad a los 17 años. En 1953 se casó con Sam Rykiel, propietario de una tienda de ropa, con el cual tuvo dos hijos, Nathalie y Jean-Philippe.
En 1962, durante su embarazo, entró por casualidad en el mundo del diseño, ya que necesitaba prendas adecuadas a su estado, por lo que comenzó a diseñar prendas que más adelante puso a la venta en la boutique de su marido. Su casa de modas surgió en el barrio parisino de Saint Germain des Prés, cuna y asilo de artistas de todo el mundo. Íntimamente ligada al movimiento del prêt à porter, que se popularizó en París en los años 1970, la diseñadora se mantuvo totalmente al margen de la alta costura. Además de la moda, Sonia Rykiel se introdujo en varios campos, ha escrito numerosas novelas y decorado hoteles. Desde finales de los años 1990, sufrió de Parkinson, enfermedad de la que habla en su libro "N'oubliez pas que je joue" (No olvides que juego).  En 2001 recibió un premio del Fashion Group International y en 2013 recibió en su Francia natal la Orden del Mérito.

## La firma
La prenda que la llevó a la fama, es un jersey de punto que fue bautizado "The poor boy sweater" que fue portada en Elle y Women's Wear Daily la bautizó como "Queen of knits".
Con un estilo visionario, siempre ha innovado en sus diseños con cortes novedosos, colocando las costuras visibles e incorporando mensajes en sus prendas. Declaró que el suéter ha de llevarse sobre la piel desnuda, apostando por la libertad de movimiento. Fue pionera en filmar sus desfiles, y sus prendas fueron popularizadas por celebridades como Brigitte Bardot o Audrey Hepburn. El estampado a rayas, el encaje, el negro y el strass han sido su seña de identidad. En 1970 comenzó a construir su propio imperio, y poco a poco, su hija Natalie Rykiel se fue introduciendo en la empresa familiar, siguiendo con la misma filosofía y estética con rayas y colores vivos. En 1978 se lanzó al mundo de los productos de belleza con su primer perfume y en 1987 sacó su primera línea de cosméticos. En 2002 presentó una de sus colecciones en el Louvre de París; esta colección reivindicaba la libertad sexual de la mujer. En 2009 hizo una colaboración con la firma sueca H&M lanzando una colección de lencería, y en 2010 una de ropa. La ocasión fue celebrada con un evento en el Grand Palais de París.
En 2012 se vendió el 80 %de la firma a Fung Brands Limited y Geraldo da Conceição pasó a ser su director creativo.
Se han ido cediendo responsabilidades de la empresa de generación en generación, primero con su hija Nathalie Rykiel, y también con su nieta Lola. Recientemente, Julie de Libran ha sido nombrada directora artística de la firma y ha comenzado a vender sus prendas en su propia tienda en línea.

### Filosofía de la firma
Démode es la palabra que define la esencia de las prendas de Sonia Rykiel, démode significa deconstrucción de la moda y surge tras la pretensión de adaptar las prendas a la necesidad y libertad de la mujer y no a los dictados de la moda. Insta a las mujeres a buscar su propio estilo adaptándolo a su cuerpo. El perfil de Sonia Rykiel es el de una mujer excéntrica, seductora, misteriosa, libre. 

### Líneas
La firma tiene tres líneas: Sonia Rykiel, su segunda línea Sonia by Sonia Rykiel y Rykiel Enfant
También ha sacado varios perfumes; entre ellos Sonia Rykiel, Le Pull, Belle en Rykiel y Rykiel Woman Hot!

## Muerte
Rykiel murió en su casa en París, durante la mañana del 25 de agosto de 2016, a la edad de 86 años. Su muerte fue debido a las complicaciones de la enfermedad de Parkinson. Rykiel reveló que había estado sufriendo de la enfermedad durante quince años en 2012. Le sobreviven sus hijos Nathalie y Jean-Philippe Rykiel. El presidente François Hollande la llamó "pionera", mientras que Jean-Marc Loubier declaró «es un día triste, pero Sonia Rykiel deja tras de sí un legado extraordinario».

## Libros
Libros publicados en francés:
- 2011, Dictionnaire déglingué, Editor: Flammarion
- 1998, Paris sur les pas de Sonia Rykiel. Editor: Editions du Garde-Temps
- 2005, Célébration (Des femmes). Editor: Fayard, Editor: Editions des Femmes
- 2005, L'envers à l'endroit. Editor: Fayard
- 2013, N'oubliez pas que je joue. Editor: Pocket Colección: Pocket
- 1979, Et je la voudrais nue.Editor: Bernard Grasset